# Várfölde
Várfölde község Zala vármegyében, a Letenyei járásban, a Zalai-dombság területén, a Göcsejben.

## Fekvése
A Zalaegerszeg-Nagykanizsa-Letenye háromszögön belül fekvő település, Bánokszentgyörgytől északnyugatra. Zsákfalunak tekinthető, közúton csak ez utóbbi település felől érhető el, a 7536-os útból nyugatnak kiágazó 75 138-as úton.

## Története
Az első Árpádok uralkodása idején a zalai vár földjei közé tartozott. 1379-ben kapta a Bánfi család őse (Haholt). Feltehetően a 15. században olvadt területébe az akkor már néptelen Jakusfölde település. 1644-ig a Bánfiak kezén volt. E család kihaltával rövid ideig a Nádasdyak birták leányági örökösödés révén. A XVII. század végén vette meg a hercegi Esterházy család, és birtokolta 1945-ig.

## Népesség
A település népességének változása:
| Lakosok száma | 191  | 195  | 175  | 212  | 179  | 189  | 184  |
|               | 2013 | 2014 | 2015 | 2021 | 2022 | 2023 | 2024 |

A 2011-es népszámlálás idején a nemzetiségi megoszlás a következő volt: magyar 97,3%. A lakosok 68,8%-a római katolikusnak, 2,7% felekezeten kívülinek vallotta magát (25,7% nem nyilatkozott).
2022-ben a lakosság 91,1%-a vallotta magát magyarnak, 3,4% cigánynak, 0,6% egyéb, nem hazai nemzetiségűnek (8,9% nem nyilatkozott; a kettős identitások miatt a végösszeg nagyobb lehet 100%-nál). Vallásuk szerint 55,3% volt római katolikus, 1,7% református, 0,6% evangélikus, 0,6% egyéb keresztény, 3,9% egyéb katolikus, 6,7% felekezeten kívüli (30,7% nem válaszolt).

## Közélete

### Polgármesterei
- 1990–1994: Veit József (független)[6]
- 1994–1998: Veit József (független)[7]
- 1998–2002: Tóth Árpád (független)[8]
- 2002–2006: Tóth Árpád (független)[9]
- 2006–2010: Tóth Árpád (független)[10]
- 2010–2014: Gerics Istvánné (független)[11]
- 2014–2019: Gerics Istvánné (független)[12]
- 2019–2024: Tóth Árpád (független)[13]
- 2024– : Tóth Árpád (független)[1]

A településen a 2019. október 13-án megtartott önkormányzati választás után a Pécsi Ítélőtábla úgy határozott, hogy a polgármester- és a képviselő-választást is meg kell ismételni; a megismételt választás időpontját négy héttel későbbre, 2019. november 10-ére tűzték ki.